# 燻鮭魚

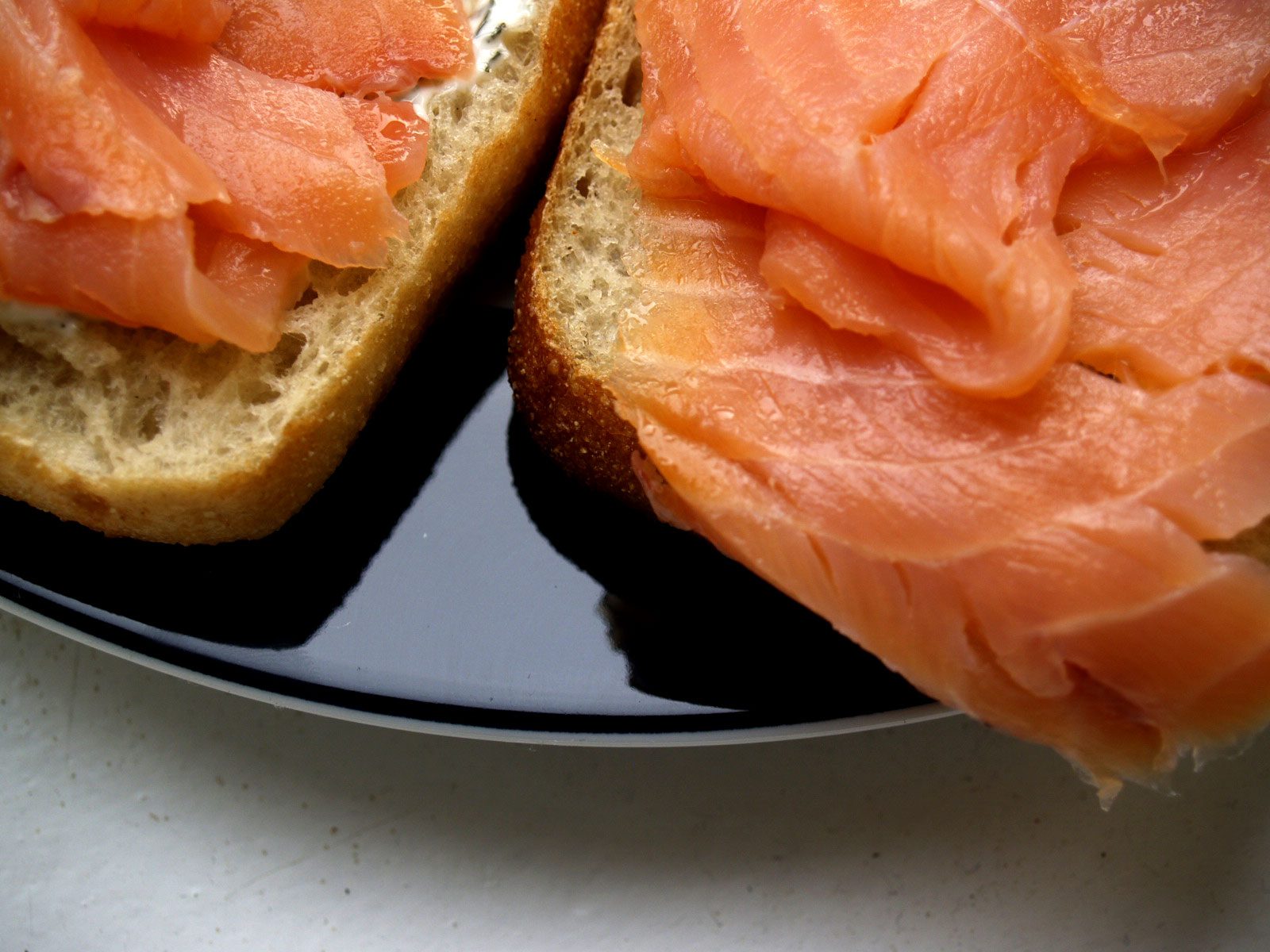
燻鮭魚麵包

燻鮭魚，亦稱煙三文魚，為西餐常見的一種餐點，烹調方式為將生鮭魚肉用以生火煙薰至半熟。常見之配料有橄欖、 洋蔥、檸檬等。

## 烹調方式
前置作業，木屑需先浸泡於水中，再徹底瀝乾。

### 燻製機
近代大量生產煙燻鮭魚，是將含魚皮的大片鮭魚片，以燻製機設定約16°C與15小時，燻煙使用楓木屑加熱產生，燻煙會先經過冷卻，避免魚肉被烤熟。燻製完成後，再冷藏到3°C使肉質緊緻，再去除魚皮與修整及切片包裝。

### 烤箱
將木屑置於烤盤上，再放上塗油的烤架，再放上生鮭魚片，再用鋁箔完整包住。以烤箱烘烤。

## 外部連結
- Smoking Fish At Home
- How to Cook Smoked Salmon? Do it in 7 Easy Steps!